# Gondtherium
Gondtherium — рід викопних ссавцеподібних із формації Кота в Індії. Ті, хто його описав, вважали його докодонтаном, але залишається незрозумілим, чи це так.
Гондтерій був знайдений у формації Кота, яка вважається періодом між середньою юрою та ранньою крейдою. Інші мезозойські форми ссавців, знайдені там, включають представників Morganucodonta та Amphilestidae. Автори, які описали Gondtherium — який відомий лише з одного стертого та осколкового моляра — вважали, що це докодонтан, заснований на зубних горбках. Однак це було заперечено кількома наступними дослідниками, тому точна ідентичність гондтерію залишається невиясненою.